# Young in America
«Young in America» (укр. Молоді в Америці) – пісня, записана американською кантрі-співачкою Деніелл Бредбері, написана Вітні Данкан, Джреном Джонстоном та Кайлі Саклі. Композиція була випущена як другий сингл для дебютного альбому співачки 21 квітня 2014 року.

## Критика
Віккі Фішер з кантрі-блогу «The Country Record» дала пісні позитивний відгук, в якому говориться, що «вони обрали паскудну патріотичну тему з безліччю рим і переконливими назвати різних міст, в той же час згадуючи забави ,«молоді» справи, що робить цей трек приємним і залучає до прослуховування підлітків». Фішер каже, «Young In America» також підтримує сильну лінію скрипки Dixie Chicks-esque, яка була присутня в «The Heart of Dixie», плюс мандоліна та акустична гітара, що тримає все солодкими та сильним, але широка барабанна лінія заохочує танцювати». Точно так же Jen Swirsky з «Country Music Chat» заявив: «З широким вокальним діапазоном Деніелл, важкими струнами і перкусією позаду неї і енергійним, позитивним ударом, «Young In America» – ідеальна весняно-літня пісня для молоді».

## Музичне відео
Зняте Шейном Дрейком, музичне відео «Young in America» було випущено 16 травня 2014 року. Відео розпочинається з Бредбері, яка проходить через поле, а потім на другому боці її забирають друзі. Усюди в відео ми бачимо, як Деніелл та її друзі веселяться, грають в карти, запускають феєрверки і бігають по лісі.

## Позиції в чартах
| Чарт (2014)                 | Найвища позиція |
| --------------------------- | --------------- |
| Country Airplay (Billboard) | 49              |